# Monument du général Joubert
Le Monument au général Joubert (1884) est une œuvre de Jean-Paul Aubé, anciennement située à Bourg-en-Bresse, en France.
Il représente le général Barthélemy Catherine Joubert (1769-1799) à la bataille de Rivoli en 1797.

## Description
Ce monument en bronze est érigé dans la cour de la préfecture de l'Ain le 12 octobre 1884 à l'initiative du député Étienne Goujon (1839-1907). Son auteur est le sculpteur Jean-Paul Aubé (1837-1916) et l'architecte du piédestal est Tony Ferret (1851-1923). Le financement de l'édifice est réalisé par une souscription publique, des subventions du Conseil général de l'Ain et des Conseils Municipaux des communes de Bourg-en-Bresse et de Pont-de-Vaux.
L'édifice est inscrit au titre des monuments historiques en 1932.
Entre 1942 et 1944, sous le régime de Vichy, dans le cadre de la mobilisation des métaux non ferreux, la statue est déboulonnée et envoyée à la fonte.
En 1811, sur la place Montaplan (place Joubert), Bourg-en-Bresse possède un monument commémoratif élevé au général Joubert où il y est représenté sous la forme d'une pyramide. L'œuvre est démolie en 1932.